# Estadio Nacional (Chili)
Estadio Nacional de Chile (Nationaal Stadion) is een voetbalstadion in Santiago, hoofdstad van Chili. Vaste bespeler is Universidad de Chile. Capaciteit is 47.000 toeschouwers.
De 'Kolos van (de wijk) Ñuñoa' werd op 3 december 1938 geopend door president Palma. De Oostenrijkse architect/stedenbouwer Karl Brunner ontwierp een groot sportpark, met daarin een stadion met het Olympisch Stadion van Amsterdam als voorbeeld. Ook dit stadion, met atletiekbaan, heeft de vorm van een grote, platte schaal.

## WK-interlands
Het stadion was het centrum voor het Wereldkampioenschap voetbal 1962, met de openingsceremonie, groepswedstrijden en de finale. 
| №  | Datum        | Wedstrijd                    | Uitslag | Competitie     | Toeschouwers |
| -- | ------------ | ---------------------------- | ------- | -------------- | ------------ |
| 1  | 30 mei 1962  | Chili – Zwitserland          | 3 – 1   | WK 1962        | 65.000       |
| 2  | 31 mei 1962  | West-Duitsland – Italië      | 0 – 0   | WK 1962        | 65.440       |
| 3  | 2 juni 1962  | Chili – Italië               | 2 – 0   | WK 1962        | 66.057       |
| 4  | 3 juni 1962  | West-Duitsland – Zwitserland | 2 – 1   | WK 1962        | 64.922       |
| 5  | 6 juni 1962  | West-Duitsland – Chili       | 2 – 0   | WK 1962        | 67.224       |
| 6  | 7 juni 1962  | Italië – Zwitserland         | 3 – 0   | WK 1962        | 59.828       |
| 7  | 10 juni 1962 | Joegoslavië – West-Duitsland | 1 – 0   | WK 1962        | 63.324       |
| 8  | 13 juni 1962 | Brazilië – Chili             | 4 – 2   | WK 1962        | 76.500       |
| 9  | 16 juni 1962 | Joegoslavië – Chili          | 1 – 0   | WK 1962        | 67.000       |
| 10 | 17 juni 1962 | Brazilië – Tsjecho-Slowakije | 3 – 1   | Finale WK 1962 | 68.679       |

## Concentratiekamp

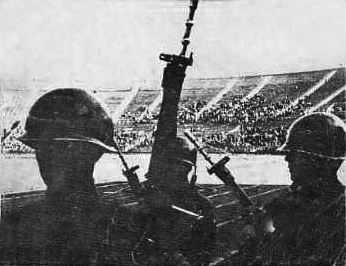
Het stadion in gebruik als concentratiekamp

Nadat Augusto Pinochet op 11 september 1973 een staatsgreep pleegde, werd het stadion gebruikt als concentratiekamp voor 40.000 politieke gevangenen. Catacomben werden gebruikt als martelkamer, onbekende aantallen zijn er vermoord. Om te tonen dat de kolonels goed voor hun gevangenen zorgden, werden twee weken later buitenlandse journalisten uitgenodigd. Johan van Minnen, van VARA's Achter het Nieuws, kon zijn verbazing niet verbergen: hij werd verwelkomd door militairen - onbeschaamd in de rol van SS-bewakers - en met propaganda dat de uitspraken van de gevangenen niet serieus te nemen waren. Wat later moest het stadion ontruimd worden voor een voetbalwedstrijd.
Chili - Rusland

In datzelfde september 1973 liep de kwalificatie voor het WK voetbal van 1974 in West-Duitsland. De opzet was nu dat winnaars van de Europese groep (Sovjet-Unie) en de Zuid-Amerikaanse groep (Chili) nog zouden spelen om één plaats op het WK. In Moskou bleef het op 26 september 0-0. De return was gepland op 21 november, en Chili had het Nationaal Stadion voor de ontmoeting uitgekozen. Het zou tijdig 'ontruimd' zijn. De FIFA (dr. Käser) zou de wedstrijd verplaatsen als er nog geschoten werd, maar de FIFA-delegatie zag tijdens een inspectie geen bezwaren. Rusland weigerde te spelen in dit stadion, en sowieso in Chili. Voor de zekerheid had Chili al het Braziliaanse Santos FC uitgenodigd, om het publiek toch een wedstrijd te bieden. Rusland bleef weg, en Chili werd tot winnaar van de wedstrijd verklaard. Rusland was dus uitgeschakeld, Chili ging naar het WK in West-Duitsland, waar het geen wedstrijd wist te winnen. Het vreemdst is natuurlijk dat de FIFA de wedstrijd niet verplaatst heeft, zelfs niet binnen Chili.
Thans is het stadion benoemd tot Nationaal Historisch Monument, juist vanwege de historie.